# Испытательный стенд
Испытательный стенд — это лабораторное оборудование, которое предназначено для специальных, контрольных, приёмочных испытаний разнообразных объектов. При данных испытаниях объекты подвергаются действию нагрузок, сопоставимых или превышающих нагрузки в реальных условиях. Целью подобных испытаний является выяснение реакции объекта на специфические условия и предельных значений нагрузки.
Структурно испытательный стенд представляет собой совокупность:
- рабочего поля (плиты, станины или другого устройства для закрепления тестируемого устройства),
- подсистемы нагрузки образца (вибрационную, электрическую или прочую в зависимости от типа испытаний)
- контрольно-измерительной аппаратуры, предназначенной для снятия показателей реакции образца на нагрузку.

Преимуществом испытаний на стенде перед испытаниями в реальных условиях является возможность оценки реакции образца на определённый тип и величину нагрузки при прочих фиксированных параметрах, что позволяет выявить скрытые конструктивные недостатки.